# Línia 4 (Regional País Valencià)
La línia 47 (abans anomenada L4) de Renfe Mitjana Distància al País Valencià, coneguda popularment com la línia València-Xàtiva-Alcoi, és una línia de ferrocarril que uneix Alcoi amb Xàtiva i aquesta darrera amb València, fent servir les vies de la línia 342 d'Adif, de via única, ample ibèric i no electrificades. El servei és una de les 7 línies de mitjana distància del País Valencià explotada per Renfe Operadora.
Originàriament la línia estava pensada per unir València i Alacant per l'interior, i de fet la plataforma ferroviària, túnels i viaductes estan construïts entre Alcoi i Alacant, però s'abandonà el projecte sense posar-hi les vies després de la guerra civil espanyola. El primer tren de la línia va arribar a Ontinyent el 1894 i a Alcoi el 1903.

## Parades
Al llarg del seu recorregut trobem les estacions d'Alcoi, Ontinyent, Albaida, Benigànim, Xàtiva i l'Estació del Nord de València, així com baixadors a Cocentaina, Agres, Agullent, Bufali, Montaverner, La Pobla del Duc i Genovés.
El seu trajecte habitual circula entre València i Alcoi. No obstant això, alguns serveis requereixen transbordament a trens de rodalia (línia C-2) a l'estació de Xàtiva. Els trens de Rodalia no tenen enllaç oficial amb altres trens, per tant la durada del viatge pot variar al realitzar el transbord.

La durada aproximada del trajecte és de 2 hores i 1 minut, i de 2 hores i 33 minuts en els serveis amb transbord a trens de rodalia.

## Història
A la fi del segle XIX la Companyia dels Camins de Ferro del Nord d'Espanya es va fer càrrec de les obres per a construir un ramal que enllaçara el centre industrial d'Alcoi amb línia fèrria entre València i Almansa, a través de l'estació de Xàtiva. No obstant això, la concessió estatal per a construir aquesta línia ja havia sigut obtinguda amb anterioritat pel Marqués de Camp, propietari de la Societat dels Ferrocarrils d'Almansa a València i Tarragona (AVT). Els treballs de construcció van avançar molt lentament: el tram Xàtiva-Albaida va entrar en servei el 29 de març de 1893; Albaida-Ontinyent, al maig de 1894; l'última secció, Ontinyent-Alcoi, no seria completada fins a abril de 1904. La línia seria oberta al trànsit aqueix mateix any.
Durant molts anys es van fer propostes per a prolongar el traçat des d'Alcoi fins a Alacant i el seu port, la qual cosa permetria una millor explotació en augmentar el trànsit. L'anomenat Pla Guadalhorce que va impulsar la dictadura de Primo de Rivera durant la dècada de 1920 preveia la construcció de la línia Alcoi-Alacant, arribant a iniciar-se els treballs de construcció. No obstant això, encara que van arribar a alçar-se nombroses infraestructures, mai es van tendir les vies i el projecte va quedar inacabat. En 1941, amb la nacionalització del ferrocarril d'ample ibèric, la línia va quedar integrada en la xarxa de RENFE.
Al gener de 2005, amb la divisió de RENFE en Renfe Operadora i Adif, la infraestructura va passar a dependre d'aquesta última. Durant les dècades dels 2000 i 2010 es van succeir publicacions de diversos plans de millora i modernització de la infraestructura, mai executats, així com algunes reparacions menors. Sí que s'executarà part del Pla de Rodalies del País Valencià de 2017: la modernització del sistemes de seguretat i comunicacions, passant a comptar amb un sistema de Bloqueig per Alliberament Automàtic en Via Única (BLAU), així com la redacció dels projectes de renovació de la via (obres que es preveu que comencen al 2024). Del mencionat pla quedaria pendent la renovació dels combois per uns de nous híbrids.
En l'actualitat el traçat és operat únicament per la línia 47 de Mitjana distància de Renfe, que fa el servei València-Xàtiva-Alcoi.

## Problemàtica actual
L'estat de la infraestructura de la línia és molt deficient, degut entre altres coses als incendis que van fer malbé en el seu moment les antigues travesses de la via (de fusta). La durada del trajecte entre Alcoi i Xàtiva és excessiva degut a la gran sinuositat del trajecte, a conseqüència del traçat original on les màquines de vapor no podien funcionar correctament amb un gran pendent, propi de les muntanyes de les Comarques Centrals del País Valencià i d'aquesta manera es contrarestava.

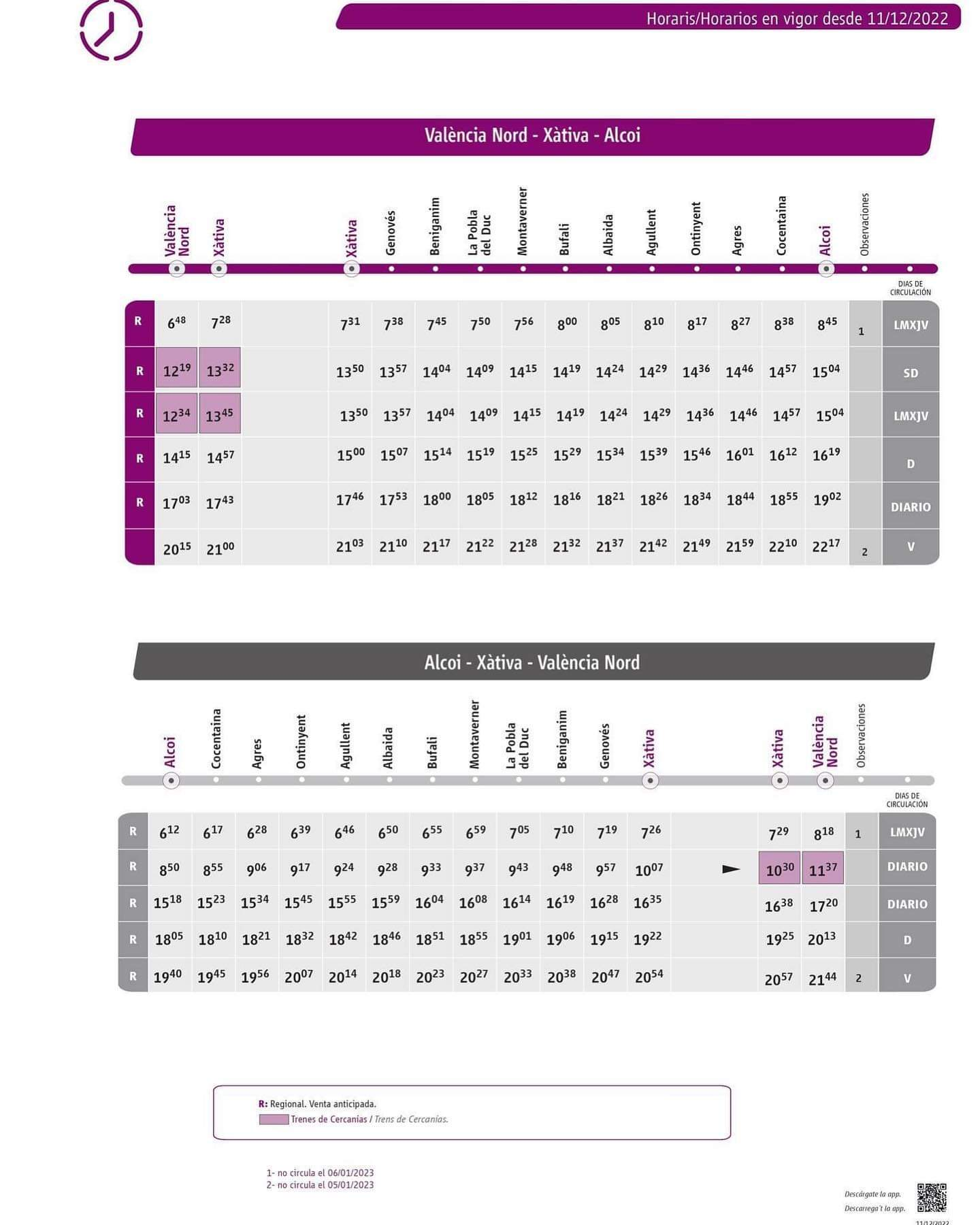
Horaris de la línia publicats el 11/12/2022 (ja no estan en vigor)

També hi ha hagut protestes d'associacions veïnals, ajuntaments i representants de diverses institucions respecte a la progressiva disminució de les freqüències. Als horaris actualment en vigor, publicats el dia 26/06/2023, s'ofereixen de mitjana 4 circulacions per sentit i dia.